# Anesthesie
Anesthesie (van het Griekse ἀναισθησία, "geen gewaarwording") is het proces om de waarneming van pijn en andere negatieve gevoelens te blokkeren. Hierbij worden middelen toegediend die het bewustzijn onderdrukken, de zogeheten 'anesthetica'. Dit stelt patiënten in staat om chirurgische en andere pijnlijke procedures te ondergaan zonder dat hun verdere schade wordt aangedaan. Vaak is een neveneffect het blokkeren van ander lichamelijk gevoel, en van motoriek.
De medisch specialisten die zich gespecialiseerd zijn in het beleid van verdovingsmiddelen (anesthesiologie) zijn anesthesioloog of anesthesist.

## Anesthesie in de 12e eeuw
Uit opgravingen blijkt dat reeds in de 12e eeuw in een augustijnenklooster in Soutra (Schotland), verdoving werd gebruikt tijdens operaties. Hiertoe werden verdovende kruiden gebruikt. Pas na de kruistochten raakten moderne technieken, zoals verdoving door opium, bekend. Hoogstwaarschijnlijk hadden de Arabieren deze kennis op hun beurt gehaald bij de Chinezen.

## Vormen van Anesthesie
Er zijn verscheidene vormen van anesthesie:
- algehele anesthesie of narcose met dampvormige anesthetica of intraveneuze anesthetica;
- een heel lichte narcose wordt wel een roesje genoemd;
- regionale anesthesie – met verlies van gevoel en vaak beweging in een groter gebied van het lichaam, zoals een arm, been of het onderlichaam, door selectieve blokkade van delen van het ruggenmerg of de zenuwbundels die het “gebied” innerveren, dat wil zeggen, de zenuwen die voor de gewaarwording van pijn in de betreffende lichaamsregio instaan, blokkeren;
- lokale anesthesie – met verlies van gevoel in een klein deel van het lichaam door plaatselijke toediening van een lokaal anestheticum zoals bij het hechten van een wondje of het trekken van een kies.

In deze tabel staan de meest  voorkomende anesthesievormen.
| Naam                           | Soort                                | Techniek | Indicatie                                                                                                | Voordelen | Nadelen |
| ------------------------------ | ------------------------------------ | --- | --- | --- | --- |
| Oogdruppels                    | Oppervlakte-anesthesie               | (eventueel continu) druppelen in het oog | Ingrepen in het oog                                                                                      | Kort, veilig | mag niet chronisch worden toegepast                                                                                        |
| Spray                          | Oppervlakte-anesthesie               | lidocaïnespray in mond en/of luchtwegen | Onderzoek van bijvoorbeeld de stembanden                                                                 | Kort, veilig | |
| Infiltratie                    | Lokale anesthesie                    | Verdovingsvloeistof wordt, eventueel met adrenaline, onder de te verdoven huid gespoten                                                                     | Kleine wondjes, zetten van botbreuken in de pols                                                         | Eenvoudig, werkt maar kort                                                                                           | Bij grote wonden is te veel lidocaïne nodig                                                                                |
| Infiltratie                    | Lokale anesthesie                    | Verdovingsvloeistof wordt, eventueel met adrenaline, in de botbreuk gespoten                                                                                | zetten van botbreuken bijvoorbeeld in de pols                                                            | eenvoudig | Niet heel effectief |
| Infiltratie                    | Lokale anesthesie                    | Verdovingsvloeistof wordt, eventueel met adrenaline, onder de keelamandel gespoten                                                                          | tonsillectomie bij volwassenen                                                                           | eenvoudig | |
| Infiltratie                    | Lokale anesthesie                    | Rond de wortel van kies of tand, diffundeert door het bot                                                                                                   | tandartsbehandeling bovenkaak                                                                            | | |
| Oberstanesthesie               | Zenuwblok                            | Met twee prikken worden de vier zenuwtakken langs vinger of teen uitgeschakeld                                                                              | Ingrepen aan vingers of tenen, bijvoorbeeld aan de nagels                                                | eenvoudig | nare prikken |
| verdoving onderkaak (tandarts) | blokkade in mandibularis (onderkaak) | Verdovingsmiddel waar deze takken het schedelbot verlaten                                                                                                   | | | |
| Retro- of peri-bulbairblok     | nervus blokkade                      | verdoving gevoelszenuw oog | Injectie langs het oog                                                                                   | grotere oogheelkundige ingrepen                                                                                      | |
| Plexus brachialisblokkade      | regionaal blok                       | verdoving grote zenuwstammen in de hals ("interscalenus" voor schouder, infraclaviculair (onder het sleutelbeen) voor de elleboog, in de oksel voor de hand | bij ingrepen aan de arm of hand als algehele anesthesie ongewenst is                                     | | Priktechniek noodzakelijk, anders niet zonder risico                                                                       |
| Intraveneuze anesthesie        | vlg August Bier                      | Onder bloedleegte wordt verdovingsvloeistof in de aderen van bijvoorbeeld de arm gespoten                                                                   | relatief eenvoudig                                                                                       | Beperkte tijd, daar de arm wordt afgebonden                                                                          | |
| Plexus lumbosacralisblokkade   | Lumbaal/psoasblok                    | Ischiadicusblok (achterzijde) en femoralisblok (voorzijde); in de knieholte of in de enkel                                                                  | Bij pijnlijke ingrepen, ook als langdurig pijnstilling nodig is, bijvoorbeeld bij prothesegewenning      | | |
| Epiduraalanesthesie            | regionale anesthesie                 | Verdovingsvloeistof wordt op het harde ruggenmergsvlies aangebracht mbv een ruggenprik, waarbij een slangetje wordt aangebracht                             | Bevalling, keizersnede, operaties aan het onderlichaam en de benen bij kwetsbare patiënten of op verzoek | Geen narcoserisico bij patiënt en eventueel het ongeboren kind; kan zo lang als nodig is en op elk moment afgebroken | Soms liquorlekkage waardoor hoofdpijn; priktechniek nodig; verlamd onderlichaam tijdens de anesthesie (kan slecht persen!) |
| Spinale anesthesie             | regionale anesthesie                 | Verdovingsvloeistof wordt in de liquor gebracht | als epiduraal                                                                                            | Eenvoudiger te prikken, gebied waar verdoving werkt is te bepalen met stand van het bed                              | Niet te onderbreken of te verlengen, patiënt kan niet met hoofd naar beneden, verlamde benen zolang de anesthesie duurt.   |
| Narcose                        | Algehele anesthesie                  | Meestal worden meerdere middelen toegepast: slaapmiddel, pijnbestrijding, spierverslapper                                                                   | Bij grotere en desgewenst bij kleinere ingrepen                                                          | Risico zeer klein maar niet afwezig.                                                                                 | |

## Anesthetica
Een overzicht van anesthetica (middelen die het bewustzijn onderdrukken) staat hieronder:
| groep         | voorbeelden |
| ------------- | --- |
| Ethers:       | di-ethylether, vinylether |
| Haloalkanen:  | chloroform, desfluraan, enfluraan, halothaan, isofluraan, methoxyfluraan, sevofluraan, trichloroethyleen                              |
| Barbituraten: | hexobarbital, methohexital, narcobarbital, thiopental                                                                                 |
| Opioïden:     | alfentanil, fentanyl, heroïne, methadon, pethidine, remifentanil, sulfentanil                                                         |
| Overigen:     | droperidol, esketamine, etomidate, gammahydroxyboterzuur, ketamine, lachgas, propanidid, propofol, dexmedetomidine, salvinorin A en B |